# Near Earth Asteroid Tracking

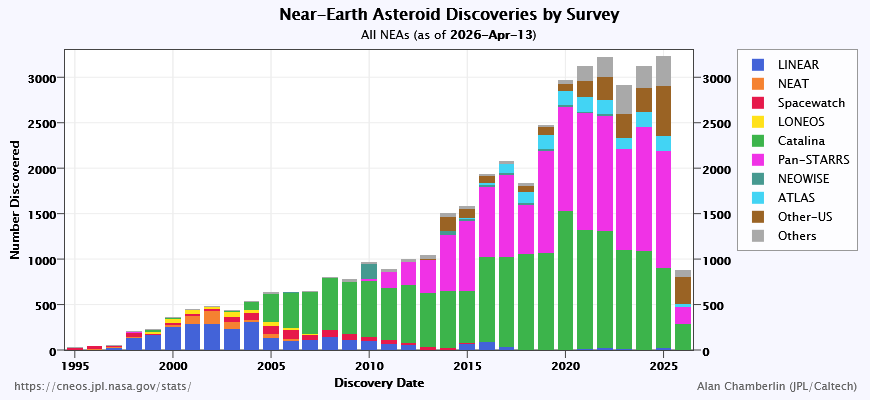
Zahl der erdnahen Objekte, detektiert durch verschiedene Projekte
LINEAR
NEAT
Spacewatch
LONEOS
Catalina Sky Survey
Pan-STARRS
NeoWise
ATLAS
alle anderen

NEAT (Near Earth Asteroid Tracking) war ein Projekt des Jet Propulsion Laboratory (JPL) zur Himmelsüberwachung in Zusammenarbeit mit der US-Luftwaffe und der US-Raumfahrtbehörde NASA, das zwischen Dezember 1995 und April 2007 durchgeführt wurde. Sein Ziel war das Aufspüren aller erdnahen Asteroiden, um rechtzeitig (im Idealfall viele Jahre bis Jahrzehnte) vor einer gefährlichen Kollision der Erde mit einem Asteroiden vorgewarnt zu sein.
Im Rahmen des Überwachungsprogramms wurden auch zahlreiche Kometen entdeckt (Mit Stand vom Mai 2004 waren es 43 Kometen). Alle diese Kometen tragen den Namensbestandteil ‚NEAT‘, oder (wenn die Entdeckung gleichzeitig einem anderen Beobachter oder einer anderen Beobachtergruppe gelang) einen kombinierten, wie z. B. ‚NEAT-LINEAR‘.
Besondere Bedeutung kommt dem Kometen mit der Bezeichnung C/2001 Q4 (NEAT) zu, der am 24. August 2001 entdeckt wurde und im Mai 2004 eine scheinbare Helligkeit von etwa {\displaystyle 3^{m}} erreichte. Etwa gleichzeitig erreichte auch der Komet C/2002 T7 (LINEAR) seine größte Helligkeit, so dass von der südlichen Hemisphäre der Erde gleichzeitig zwei mit bloßem Auge erkennbare, helle Kometen gesehen werden konnten.
Der 2001 entdeckte Asteroid (64070) NEAT erhielt seinen Namen zu Ehren des Programms.
Die gewonnenen Daten wurden ab 2002 auch mit dem Überwachungssystem Sentry ausgewertet.